# Yahya Hammuda
Yahya Hammuda (en árabe: يحيى حمودة n. 1908 - f. 2006) fue el presidente de la Organización para la Liberación de Palestina (OLP), Comité Ejecutivo, del 24 de diciembre de 1967 hasta el 2 de febrero de 1969 tras la dimisión de Ahmad Shukeiri. Fue sucedido por Yasser Arafat.
Hammuda nació en la ciudad de Lifta en 1908. Como miembro fundador del Congreso General de Refugiados (GRC). El primer congreso de la GRC se produjo el 17 de marzo de 1949 en Ramala, donde Muhammad al-Nimr Hawari fue elegido presidente con Yahya Hammuda y 'Aziz Shihada como diputados. La Comisión de Conciliación de Palestina (PCC) con la esperanza de obtener un grado de independencia representación palestina, invitó a los delegados de GRC para venir a comparecer ante el PCC.
- Datos: Q3100738